# Otello (opera, Verdi)
Az Otello Giuseppe Verdi négyfelvonásos operája. Szövegét Arrigo Boito írta. A milánói Scalában játszották először, 1887. február 5-én. Még abban az esztendőben, 1887. december 8-án a budapesti Operaház is bemutatta. A játékidő körülbelül 2 és ¼ óra.

## Szerepek
| Szerep                                                                                             | Hang típus                   | A premier előadói, 1887, február 5 (karmester: Franco Faccio) |
| -------------------------------------------------------------------------------------------------- | ---------------------------- | ------------------------------------------------------------- |
| Otello, mór, Ciprus sziget kormányzója                                                             | hőstenor                     | Francesco Tamagno                                             |
| Desdemona, a felesége                                                                              | spinto szoprán               | Romilda Pantaleoni                                            |
| Jago, zászlós                                                                                      | hősbariton vagy basszbariton | Victor Maurel                                                 |
| Emilia, Jago felesége                                                                              | drámai mezzoszoprán          | Ginevra Petrovich                                             |
| Cassio, kapitány                                                                                   | tenor                        | Giovanni Paroli                                               |
| Roderigo, velencei nemes                                                                           | tenor                        | Vincenzo Fornari                                              |
| Lodovico, a velencei köztársaság küldötte                                                          | súlyos basszus               | Francesco Navarrini                                           |
| Montano, Otello elődje                                                                             | basszus                      | Napoleone Limonta                                             |
| Herold                                                                                             | basszus                      | Angelo Lagomarsino                                            |
| Kórus: Velencei katonák és tengerészek, nemesek, velencei előkelőségek, ciprusi nép. Nagy létszám. |                              |                                                               |

## A mű története
Boito saját maga számára készített egy Otello librettó-vázlatot, amelyet 1879-ben Verdivel való megismerkedése után átnyújtott a nagy mesternek. Bár Verdinek tetszett a szöveg, csak 1884-1885-ben döntött úgy, hogy végre megzenésíti. Az opera teljes kompozíciós vázlata 1885-re készült el. A kidolgozás egy újabb évet vett igénybe, majd 1887. február 5-én végül bemutatták a milánói Scalában.

## A szöveg és zene
Shakespeare (1564-1616) „A velencei mór” című tragédiájához – így nevezték az eredetileg 1604 körül keletkezett Otellót – Giambattista Giraldi Cinzio (1504–1573) „Hecatomiti” címen megjelent novella-gyűjteményből merítette az anyagot.
Verdi két utolsó operája sokban eltér korábbi műveitől, amelyekben nem kapcsolódott a zene olyan szigorú következetességgel a szöveg mondanivalójához és a cselekmény drámai szituációihoz, mint itt. A szöveghez való kötődés kevésbé melodikussá tették az operát a korábbi darabokhoz képest, ezzel magyarázható az, hogy Verdi korábbi operái sokkal népszerűbbek voltak, amelyekhez mérten, ebben nagyobb szerepet kapott a zenekar; egyenrangú tényezővé vált az énekesekkel. Emiatt Verdit – tiltakozása ellenére – sokan rágalmazták azzal, hogy Wagnert utánozza.

## Cselekmény

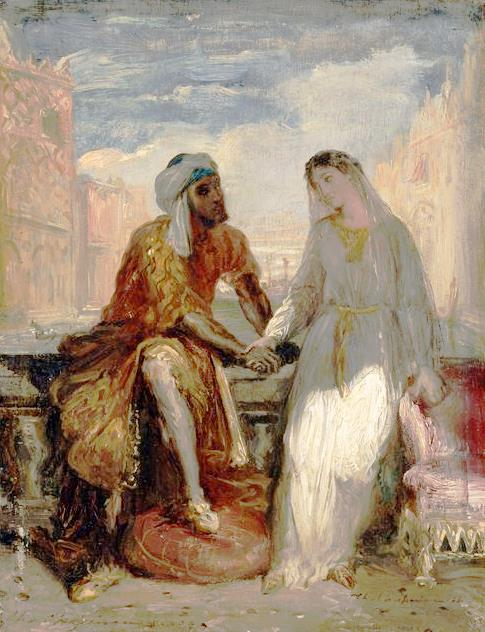
Otello és Desdemona Théodore Chassériau (1819-1856) festménye

Helyszín: Ciprus szigete
Kor: 15. század vége

### Első felvonás
Helyszín: az Otello palotája előtti tér a kikötőnél.
A tengeren orkán erejű vihar tombol, miközben Ciprus lakosai a kikötőben könyörögnek Istenhez, hogy a vihar pusztítsa el a szigetre támadó oszmán hajóhadat. Kezdetben a zene a vihar hangját utánozza, elnyomva a kórus dallam nélküli, zengő-bongó szólamait, majd  az énekkari basszus vérbeli Verdi-melódiával felülkerekedik a viharzajon. Amikor a viharzene csendesül, a Velencei Köztársaság diadalmas hadvezére, Otello, a mór kiköt a parton, és kihirdeti a szigetlakóknak, hogy: „Újra győztünk! A bősz pogányt a tenger temette el!…” Ezután Otello, Cassio, Montano és katonái kíséretében – a palotába mennek kipihenni a csata fáradalmait, a nép pedig örömmáglyát gyújt a parton. A mólók előtti térségen ott marad Jago, a fővezér zászlósa, aki féktelenül gyűlöli a mórt, amiért Otello őhelyette Cassiót emelte kapitányi tisztségbe. Jago éppen Roderigónak, a gazdag velencei kalmárnak a vallomását hallgatja, aki halálosan féltékeny Otellóra, ugyanis szerelmes annak feleségébe, Desdemonába. Később Jago becsmérli Cassiót, miközben arra biztatja a kalmárt, hogy kössön bele a kapitányba. Jago szabályos háromszakaszos bordalt énekel, nagy hangközökkel, szokatlan csúszós kromatikus menetekkel. A kórus ismétli a refrént, majd a harmadik strófánál a már ittas Cassio is belép. Jago csele sikerül, a részeg Cassio és Roderigo csúnyán összevesznek. Montano, a sziget korábbi kormányzója békíteni próbálja a civakodókat, akkor azonban a kapitány kardot ránt és párbajt vív vele. A nagy csetepatét Otello szakítja félbe, majd Jagótól érdeklődik a történtekről, az azonban úgy tesz mintha nem tudna semmiről. Otello látva a részeg Cassiót és a megsebesült Montanót, a kapitányt megfosztja tisztségétől. Ezt követően a Mór kijelenti, hogy addig nem mozdul a térről, amíg minden jelenlevő haza nem megy. A tömeg lassan szétszéled, közben megjelenik a színen Desdemona akit a párbaj okozta hangoskodás ébresztett fel. A házaspár együtt emlékezik a múltra, szerelmük kezdetére. Az opera e részén hallható először a híres csókmotívum, melyet a darab végén Otello haldoklása közben énekel.

### Második felvonás

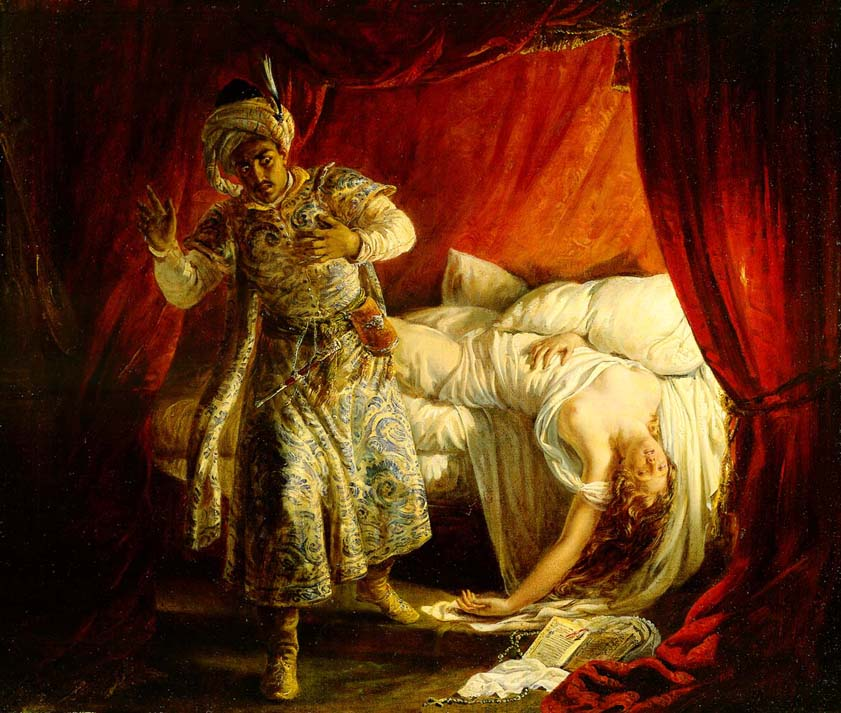
Desdemona halála (Alexandre-Marie Colin festménye)

Helyszín: A palota kertjére nyíló terem.
Cassio nem sejtve Jago gonoszságát,  neki panaszkodik: önvád emészti, ugyanakkor lefokozása miatt haragszik. Jago azt tanácsolja kérjen Desdemonától segítséget. Cassio megfogadja a tanácsát és amikor Desdemona, társalgónőjével, Emiliával, Jago feleségével a kertben sétál kérelmével a nő elé járul. Jago, miután magára marad  gonosz gondolatait énekli el. Ez a híres Credo ária. Desdemona végighallgatva Cassiót mosolyogva bólogat, ekkor belép a kertbe Otello, Jago pedig a féltékenység gyilkos mérgét önti a lelkébe. Amikor Desdemona arra kéri, hogy bocsásson meg Cassiónak, Otello már a féltékenységtől elvakulva, fejfájásra panaszkodik. Desdemona, a tőle jegyajándékba kapott kendővel akarja bekötni a férje fejét az azonban eldobja. A gyolcsot Emilia veszi fel, de Jago odarohan és kitépi a kezéből, majd a zsebébe rejti.
Otello ráförmed Desdemonára, hogy takarodjék előle, majd amikor az sértődötten elvonul, képzelegni kezd „a bűnös Desdemona kéjelgéseiről”, s búcsút mond a harctéren szerzett dicsőségnek, mert „a híres Otello napja leáldozott már”. A féltékenységtől őrjöngő Otello galléron ragadja Jagót és bizonyítékot követel felesége hűtlenségéről. Jago ekkor hazudni kezd, híres áriájában elénekli, miképp hallotta az álmában titkait kibeszélő Cassiót arról beszámolni, hogyan kéjelgett Desdemonával: „… rángott, mint részeg, édesded kéjjel, élveteg ajkát az álom tépte…” Majd odavette azt is, hogy ő látta ám Cassiónál Desdemona hímezett jegykendőjét. Otello vért követel és megesküszik a „márványsúlyos égre”, hogy bosszút áll. Itt hangzik el a híres Bosszú-kettős ária.

### Harmadik felvonás
Helyszín: A palota díszterme

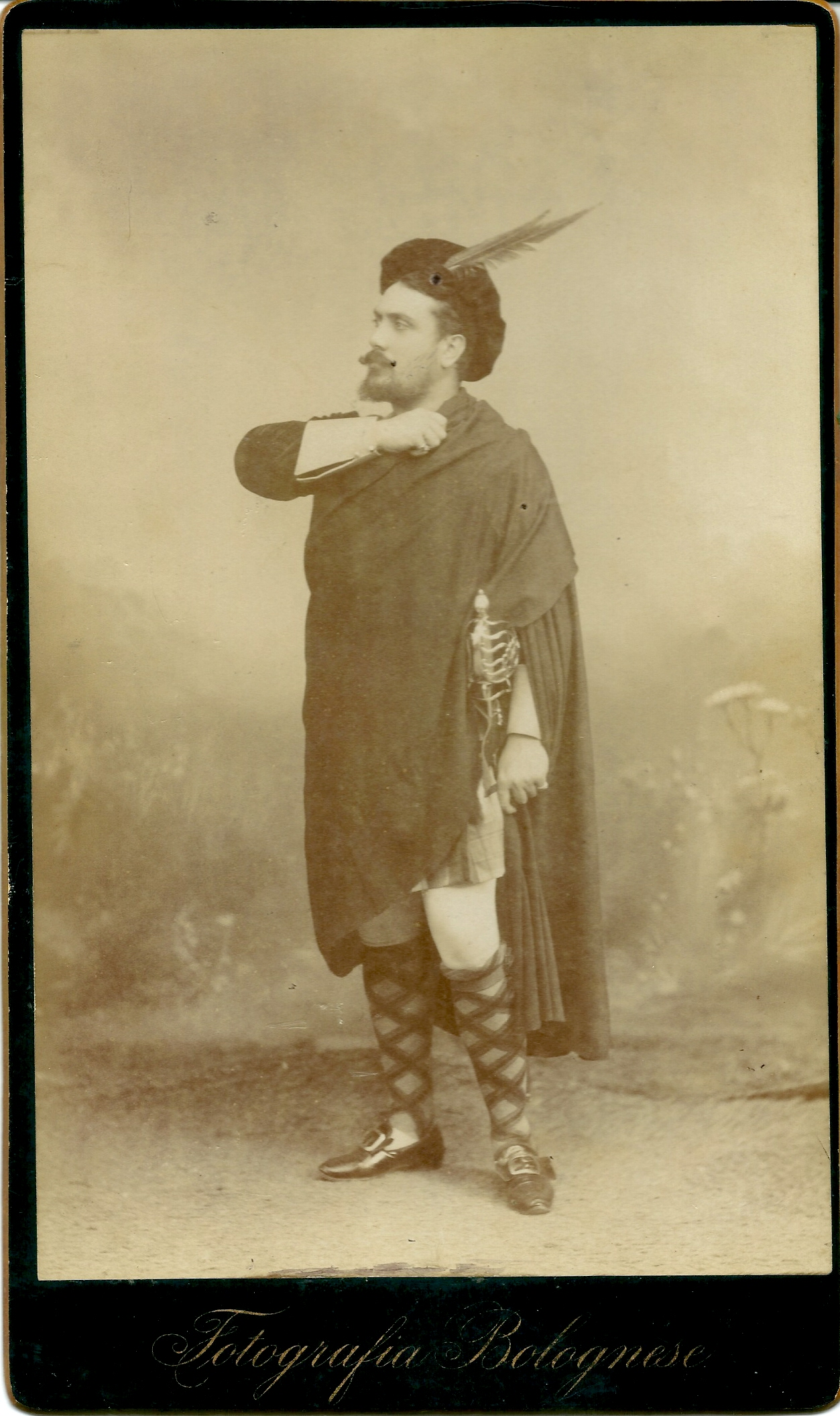
Francesco Tamagno (1850-1905), aki először alakította Otellót

Jago azt tanácsolja Otellónak rejtőzzék el a kormányzói palota dísztermében és ő majd kifaggatja Cassiot. Otello kezdetben vonakodik ettől a szánalmas megoldástól, végül beleegyezik, de előtte még szeretne beszélni a feleségével. Közben megérkezik Desdemona, Otello fejfájást színlelve kéri tőle a virághímzéses jegykendőt. Desdemona nem találja a kendőt és, hogy elterelje a szót – mit sem tudva férje féltékenységi dührohamáról – Cassio rangfosztásáról kezd el beszélni. Otello tovább követeli a kendőt: „Jaj  neked, ha nem lesz meg a kendő!” Desdemona nem találja sehol, mire Otello tombolni kezd és azt követeli hitvesétől, esküdjön meg arra, hogy hűséges. Desdemona megesküszik, hogy az volt hozzá mindig, Otello azonban nem hisz neki, sértegetni kezdi, majd gúnyosan elküldi. Desdemona távozása után Otello önmarcangoló monológot folytat.
Jago tanácsára  Otello végül elbújik, hogy kihallgassa, amint Jago kifaggatja Cassiot. Jago alattomos módon úgy intézi a beszélgetést, hogy minden kérdése és a kapitány válaszai tőrszúrásként érjék Otello szívét. Cassio közben előhúzza zsebéből a korábban Jago által titokban becsempészett kendőt. Itt hangzik el a Kendő-hármas ária, melynek végén Otello már elvakultan hisz neje bűnösségében. Ekkor trombitaszó és ágyúdörgés hallatszik. Cassio elrohan, Otello pedig mérget kér Jagótól, hogy megölje a feleségét. Jago azt tanácsolja: „Inkább az ágyban fojtsd inkább… hol más csókja érte”, majd megígéri, hogy ő majd gondoskodik Cassio meggyilkolásáról.
Közben megérkezik a Lodovico-vezette velencei küldöttség és átadja az üzenetet, miszerint a dózse Velencébe kéreti Otellót, és helyetteséül Cassiót nevezi ki kormányzónak. Ekkor Desdemona odalép férjéhez és arra kéri, hogy most már bocsásson meg Cassiónak. Otello nagyon feldühödik, a földre teperi az asszonyt és bántalmazza, majd miután kiűzött mindenkit a csarnokból, a felfokozott idegállapottól ájultan esik össze. Jago diadalittasan kacag, majd rátapos az ájultan fekvő Otello nyakára: „Íme, az oroszlán!” felkiáltással.

### Negyedik felvonás
Helyszín: Desdemona hálószobája

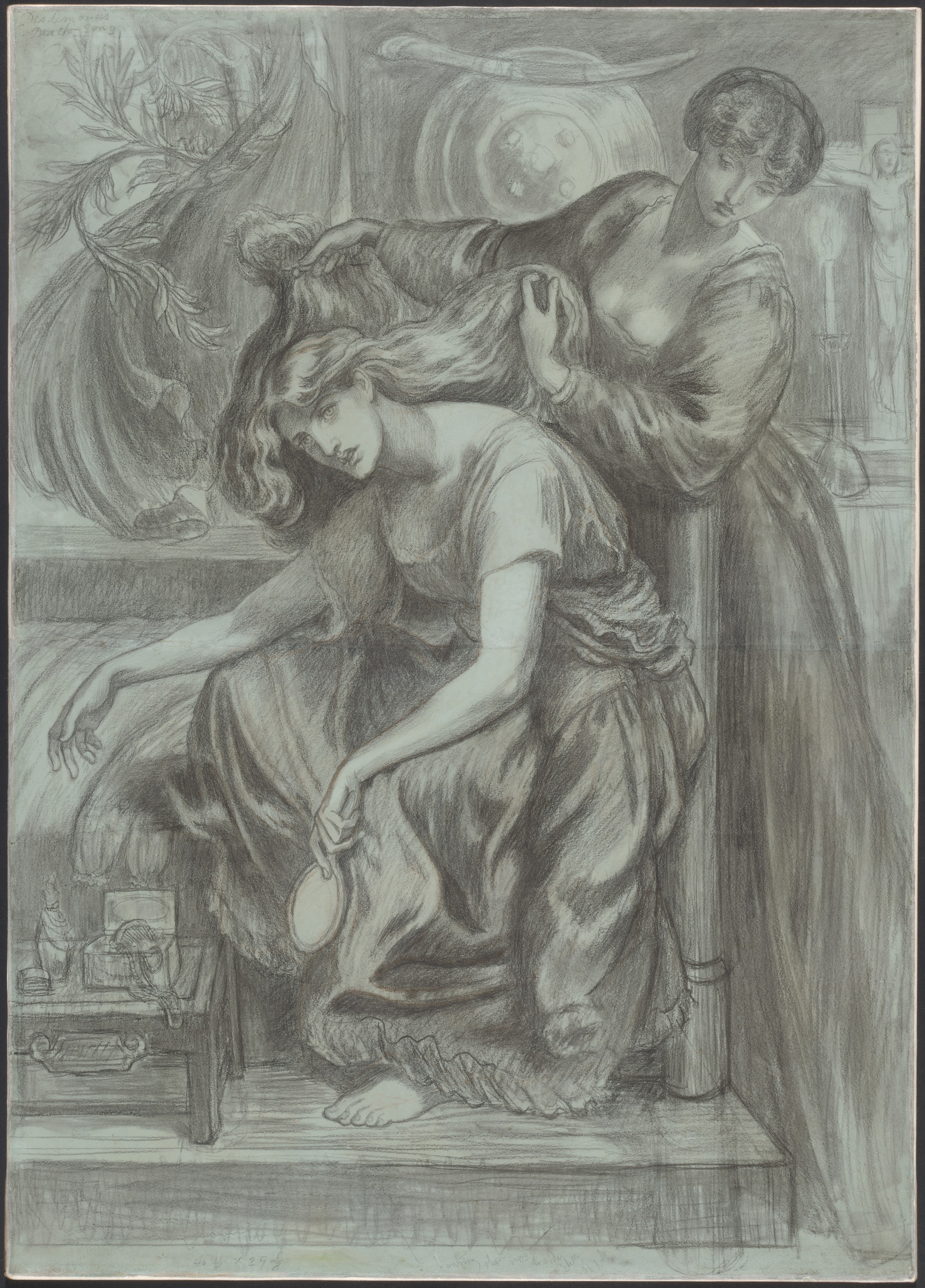
Desdemona halála (Gabriel Charles Dante Rossetti festménye)

Halk és szomorú zene vezeti be a negyedik felvonást. Desdemona a hálószobájában aludni készül, Emiliától menyegzői hálóköntösét kéri és megígérteti vele, hogyha meghal, ebben fogják eltemetni. Az asszony nagyon szomorú, de még mindig nem tudja, miért haragszik rá a férje. Közben eszébe jut az anyja szerelmi bánatban szenvedő szolgálólányától hallott dal, a „Fűzfadal” és ő is ezt énekelgeti. A halálfélelemmel küzdő Desdemona búcsút vesz Emiliától, majd amikor egyedül marad a Szűzanyához könyörög. Itt hangzik el a háromrészes „Ave Maria” hagyományos cavatina: a halálát váró asszony imádsága. Majd Desdemona felkel imazsámolyáról, és lefekszik. Ekkor az öt és fél oktávval mélyebben megszólaló nagybőgők a gyilkosságra készülődő Otello érkezését jelzik. Ő belopózik a szobába, s a mécses fényénél egy ideig elnézegeti a feleségét, majd elfújja a gyertyalángot és háromszor megcsókolja az asszonyt. Desdemona felriad és azt kérdezi: „Ki az?” – „Imádkoztál-e?” vágja rá Otello, majd felszólítja az asszonyt, hogy vallja meg bűneit és ismerje be a házasságtörést. Desdemona sírva fakad és kéri a férjét, hogy hívja ide Cassiót, hogy beszéljék meg a történteket. A lármára felébredt Emilia berohan a szobába és közli Otellóval, hogy Cassio párbajban megölte Rodrigót. A megfojtott, immár haldokló nő mellett Otello büszkén kijelenti, hogy megölte Desdemonát, amiért Cassio szeretője lett. Emilia sírva kiszalad és segítséget hív, mire Jago, Lodovico, Cassio és Montano berohannak a szobába. Jago megpróbálja elhallgattatni feleségét, aki mindent elmesél, miképp találta meg a kendőt és férje hogyan vette el tőle. Ekkor Otello átadja jatagánját Lodovicónak, majd térdre esik halott felesége ágya előtt és tőrével elvágja a saját torkát. A „Csókária” éneklése közben meghal, azonban még egy utolsó csókot ad a halott feleségének.

## Válogatott felvételek
| Év   | Cast (Otello, Desdemona, Iago)                    | Karmester, Operaház és zenekar                                    | Kiadó                                        |
| ---- | ------------------------------------------------- | ----------------------------------------------------------------- | -------------------------------------------- |
| 1986 | Plácido Domingo, Katia Ricciarelli, Justino Díaz  | Lorin Maazel, La Scala zenekara és kórusa (Film)                  | DVD: MGM Cat: 0 27616 88420 6                |
| 1992 | Plácido Domingo, Kiri Te Kanawa, Sergei Leiferkus | Solti György, Royal Opera House, Covent Garden zenekara és kórusa | DVD: Kultur Video Cat: 0 32031 14929 8       |
| 1995 | Plácido Domingo, Renée Fleming, James Morris      | James Levine, Metropolitan Opera zenekara és kórusa               | DVD: Deutsche Grammophon Cat: 00440 073 0929 |
| 2001 | Plácido Domingo, Barbara Frittoli, Leo Nucci      | Riccardo Muti, La Scala zenekara és kórusa                        | DVD: Tdk DVD Video ASIN: B0000DG058          |